# Ajalvir
Ajalvir egy község Spanyolországban, Madrid tartomány tartományban. Lakosainak száma 4343.

## Földrajza
Ajalvir Madrid tartomány tartományban fekszik; határos Cobeña, Daganzo de Arriba, Paracuellos de Jarama és Torrejón de Ardoz községekkel. Gabonatermesztésre kiválóan alkalmas földjei a Jarama és az Henares folyók között fekszenek.

## Történet
A mai város helyén már a 8. századból is ismert egy arab település. Később a Toledói főegyházmegyéhez tartozott. 1579-ben II. Fülöp spanyol királytól kiváltságlevelet kapott, és csatlakozhatott a koronához.

## Turizmus, látnivalók
A község fontos műemléke a 18. században egy korábbi templom helyére épült háromhajós Szeplőtelen Fogantatás templom. Ajalvir környéke nevezetes arról, hogy többféle védett madár (például a túzok, a reznek és a fehérkarmú vércse) fészkel itt. A turisták számára két túraútvonalat létesítettek: a 6,3 km hosszú Camino de La Huelgát és a 3,2 km-es Camino del Calvariót.
A rendezvények közül kiemelkedik a február 3-án tartott Szent Balázs-ünnep, a május 15-i Szent Izidor-ünnep, a szenthét körmenetjei, valamint az, hogy január utolsó hétvégéjén itt kezdődik el a spanyol bikaviadal-szezon. Cinemajalvir címmel nemzeti rövidfilmszemlét is rendeznek a településen.